# Kebapangan
Kebapangan is een bestuurslaag in het regentschap Kebumen van de provincie Midden-Java, Indonesië. Kebapangan telt 1241 inwoners (volkstelling 2010).